# Kalamata FC
Maillots
Le Podosfairikos Syllogos I Kalamata (en grec moderne : Ποδοσφαιρικός Σύλλογος Η Καλαμάτα), plus couramment abrégé en Kalamata FC, est un club grec de football fondé en 1967 et basé dans la ville de Kalamata.

## Historique
- 1967 : fondation du club
- 1972 : première saison en première division

## Palmarès
| Compétitions nationales |                                                                                         |
| --- | --------------------------------------------------------------------------------------- |
| \| - Championnat de Grèce de deuxième division (2) : - Champion : 1971-1972 (Gr. 1) et 1973-1974 (Gr. 2). - Championnat de Grèce de troisième division (1) : - Champion : 2020-2021 (Gr. Sud). \| - Championnat de Grèce de quatrième division (2) : - Champion : 1984-1985 et 2010-2011. \| |                                                                                         |
| - Championnat de Grèce de deuxième division (2) : - Champion : 1971-1972 (Gr. 1) et 1973-1974 (Gr. 2). - Championnat de Grèce de troisième division (1) : - Champion : 2020-2021 (Gr. Sud).                                                                                                  | - Championnat de Grèce de quatrième division (2) : - Champion : 1984-1985 et 2010-2011. |

## Personnalités du club

### Présidents
- Giorgios Rallis
- Giorgios Prassa

### Entraîneurs
| - Matakis (1970) - Miljan Zeković (1971 - 1972) - Miljan Zeković (1974 - 1975) - Matakis (1984 - 1985) - Juan Ramón Rocha (1991 - 1992) - Nikos Alefantos (1993 - 1994) - Dragan Kokotović (1994 - 1995) - Elvio Mana (1995) - Bo Petersson (1995 - 1997) - Dimitrios Tsakonas (1997) - Babis Tennes (1997 - 1998) - Eduardo Fernandes Amorim (1998) - Jacek Gmoch (1998 - 1999) - Eduardo Fernandes Amorim (1999 - 2000) - Vasilis Georgopoulos (2000 - 2001) - Georgios Benos (2001) - Elvio Mana (2001) - Konstantinos Iosifidis (2001 - 2002) | - Vasilis Antoniadis (2002 - 2003) - Andreas Michalopoulos (2003 - 2004) - Sakis Tsiolis (2004 - 2005) - Stratos Voutsakelis (2005 - 2006) - Andreas Michalopoulos (2006 - 2007) - Vasilis Antoniadis (2007) - Georgios Strantzalis (2007 - 2008) - Vasilis Papachristou (2008) - Andreas Michalopoulos (2008) - Vasilis Papachristou (2008) - Stratos Voutsakelis (2008) - Georgios Benos (2008 - 2009) - Nikolaos Kakaletris (2009) - Georgios Benos (2009 - 2010) - Vasilios Malafekas (2010) - Georgios Vazakas (2010) - Nikolaos Kakaletris (2010) - Thanásis Kolitsidákis (2010) | - Elvio Mana (2011 - 2012) - Georgios Benos (2012) - Zoran Jevtović (2012 - 2013) - Nikolaos Kakaletris (2013) - Miltos Gofas (2013 - 2014) - Nikos Kourbanas (2014 - 2015) - Kostas Stamatiou (2015) - Konstantinos Kladis (2015) - Leonidas Bilis (2015 - 2016) - Nikolaos Zalikas (2017) - Elvio Mana (2018) - Markos Stefanidis (2018) - Giannis Christopoulos (2018 - 2019) - Vasilis Vouzas (2019) - Theodosis Theodosiadis (2019) - Vasilis Vouzas (2019 - 2020) - odk la 6t (depuis 2020) |